# Conflitto Israele-Striscia di Gaza del 2014
Il conflitto Israele-Striscia di Gaza del 2014 fu una campagna iniziata l'8 luglio 2014 ed ebbe termine il 26 agosto successivo, con l'annuncio di una tregua duratura raggiunta dalle parti in conflitto al Cairo. Il conflitto è noto con l'appellativo "Operazione Margine di protezione" (in inglese Protective edge, in ebraico מִבְצָע צוּק אֵיתָן‎?, Mivtza 'tzuk Eitan, Operazione Scogliera Solida, in arabo الجرف الصامد‎?, al-Jurf al-ṣāmid, con il medesimo significato), ovvero il nome in codice della campagna.
L'intento dichiarato dell'operazione israeliana era quello di fermare il lancio di missili dalla Striscia di Gaza verso il proprio territorio, che in quei giorni vide più di 3 000 razzi lanciati da Hamas, intensificatosi dopo il giro di vite e all'azione militare Operation Brother's Keeper volta alla cattura dei terroristi palestinesi, dopo il rapimento e l'uccisione di tre adolescenti israeliani operati da due membri di Hamas. Il 7 giugno, dopo un bombardamento che uccise sette guerriglieri di Hamas a Khan Yunis, Hamas si assunse la responsabilità dei missili partiti da Gaza e lanciò una quarantina di missili verso Israele. Il 17 luglio iniziò l'invasione di terra con l'obiettivo di distruggere la rete di tunnel di Hamas. Nel corso del conflitto molti cessate il fuoco (compreso uno, il 5 agosto, durante il quale tutti i soldati israeliani si ritirarono dalla Striscia di Gaza) furono violati.
Il 13 agosto a Gaza perse la vita il video reporter italiano Simone Camilli.
Il 26 agosto venne annunciato un cessate il fuoco a tempo indefinito. L'IDF dichiarò che Hamas, il Movimento per il Jihad Islamico in Palestina e altri gruppi di guerriglieri avevano lanciato 4 564 tra missili e colpi di mortaio verso Israele, mentre l'IDF stesso aveva colpito 5 263 obiettivi a Gaza; almeno 34 tunnel vennero distrutti e due terzi dell'arsenale missilistico di Hamas, composto da 10 000 missili, vennero resi inutilizzabili. Un artificiere del Ministero dell'Interno Palestinese dichiarò che, al 22 agosto, 20 000 tonnellate di esplosivo erano state sganciate su Gaza.
Le vittime a Gaza furono tra le 2 125 e 2 310, tra cui 495-578 bambini, (non si conosce il numero delle vittime donne) e 11 100 vennero feriti. 66 soldati israeliani, 5 civili (tra cui un bambino) e un cittadino tailandese persero la vita e 469 soldati e 256 civili israeliani vennero feriti. Il ministro della salute di Gaza, le Nazioni Unite e alcuni gruppi umanitari affermarono, che le vittime tra i civili palestinesi furono il 69–75% del totale. Ufficiali dell'esercito israeliano contestarono questa percentuale, affermando che fosse al massimo il 50%. Il 5 agosto l'OCHA dichiarò che 520 000 palestinesi della Striscia di Gaza (circa il 30% della popolazione) sarebbero fuggiti dalle loro abitazioni e che 485 000 di loro sarebbero in necessità di cibo e acqua e 273 000 trovarono rifugio in 90 scuole gestite dalle Nazioni Unite. In Israele dai 5 000 agli 8 000 cittadini abbandonarono le loro abitazioni a causa della minaccia di attacchi missilistici e di mortaio.

## Contesto
Nel 2005 Ariel Sharon, primo ministro israeliano, ordinò il ritiro delle forze israeliane e degli insediamenti dalla striscia di Gaza. L'ICRC, le Nazioni Unite, e varie organizzazioni per i diritti umani considerarono Israele come occupante de facto della Striscia di Gaza a causa del controllo operato sui confini, sullo spazio aereo e sulle acque territoriali. L'anno seguente Hamas vinse le elezioni. Questo risultato sconcertò Israele, gli Stati Uniti e il Quartetto, i quali chiesero ad Hamas di accettare tutti i precedenti accordi, riconoscere a Israele il diritto di esistere e rinunciare alla violenza; quando Hamas rifiutò, gli aiuti all'autorità palestinese vennero revocati.
A metà del 2006 un soldato israeliano venne catturato da Hamas al di là del confine. Gli Stati Uniti, in risposta alle mosse di Fatah di formare un governo assieme ad Hamas, iniziò ad armare Fatah nel tentativo di rovesciare Hamas. Hamas ingaggiò quindi la Battaglia di Gaza e ottenne pieno potere. Israele quindi definì Gaza un “territorio ostile” che non costituiva uno Stato sovrano e impose l'embargo sulla Striscia di Gaza. che impedì l'accesso a un terzo della terra coltivabile e all'85% delle zone di pesca. Le istituzioni internazionali considerarono l'embargo come una forma di punizione collettiva e illegale. L'embargo causò un considerevole danno economico e problemi umanitari a Gaza. Israele continua a considerare l'embargo legale e necessario per limitare gli attacchi missilistici dei palestinesi dalla Striscia di Gaza verso le città israeliane e i rifornimenti di armi ad Hamas.

### La prima riconciliazione tra Hamas e Fatah (2011)
Influenzati dalla Primavera araba e dalle dimostrazioni a Ramallah e Gaza, la distanza tra Hamas e Fatah venne colmata nel 2011. Dopo che Mahmūd Abbās dichiarò la sua volontà di andare a Gaza e firmare un accordo, l'esercito israeliano uccise due attivisti di Hamas a Gaza, giustificando l'azione come una risposta al lancio, senza conseguenza, di un missile Qassam, ma Alex Fishman del Yedioth Ahronoth sostenne che si trattava di una «premeditata escalation» israeliana. In un'intervista concessa alla CNN, Benjamin Netanyahu dichiarò che i discorsi sulla riconciliazione erano richiami per la distruzione di Israele e si oppose fermamente all'idea di un governo unitario.

### Novembre 2012: il cessate il fuoco e le violazioni
Il 14 novembre 2012 Israele lanciò l'operazione Colonna di nuvola con l'uccisione del comandante dell'ala militare di Hamas, Ahmed Jabari, seguito da centinaia di attacchi missilistici da Gaza. Una settimana dopo, il 21 novembre, l'Egitto negoziò un cessate il fuoco che conteneva le seguenti condizioni:
1. Israele deve fermare tutte le ostilità nel territorio, acque e cieli della Striscia di Gaza, incluse le incursioni e la scelta di obiettivi individuali;
2. Tutte le fazioni palestinesi devono fermare tutte le ostilità dalla Striscia di Gaza contro Israele, inclusi i lanci di missili e tutti gli attacchi lungo il confine.
3. Gli attraversamenti devono essere aperti, facilitando il movimento di persone e veni; Israele deve trattenersi dal restringere i movimenti dei residenti e dal colpire residenti nelle aree di confine; le procedure di attuazione devono essere attuate 24 ore dopo l'inizio del cessate il fuoco.

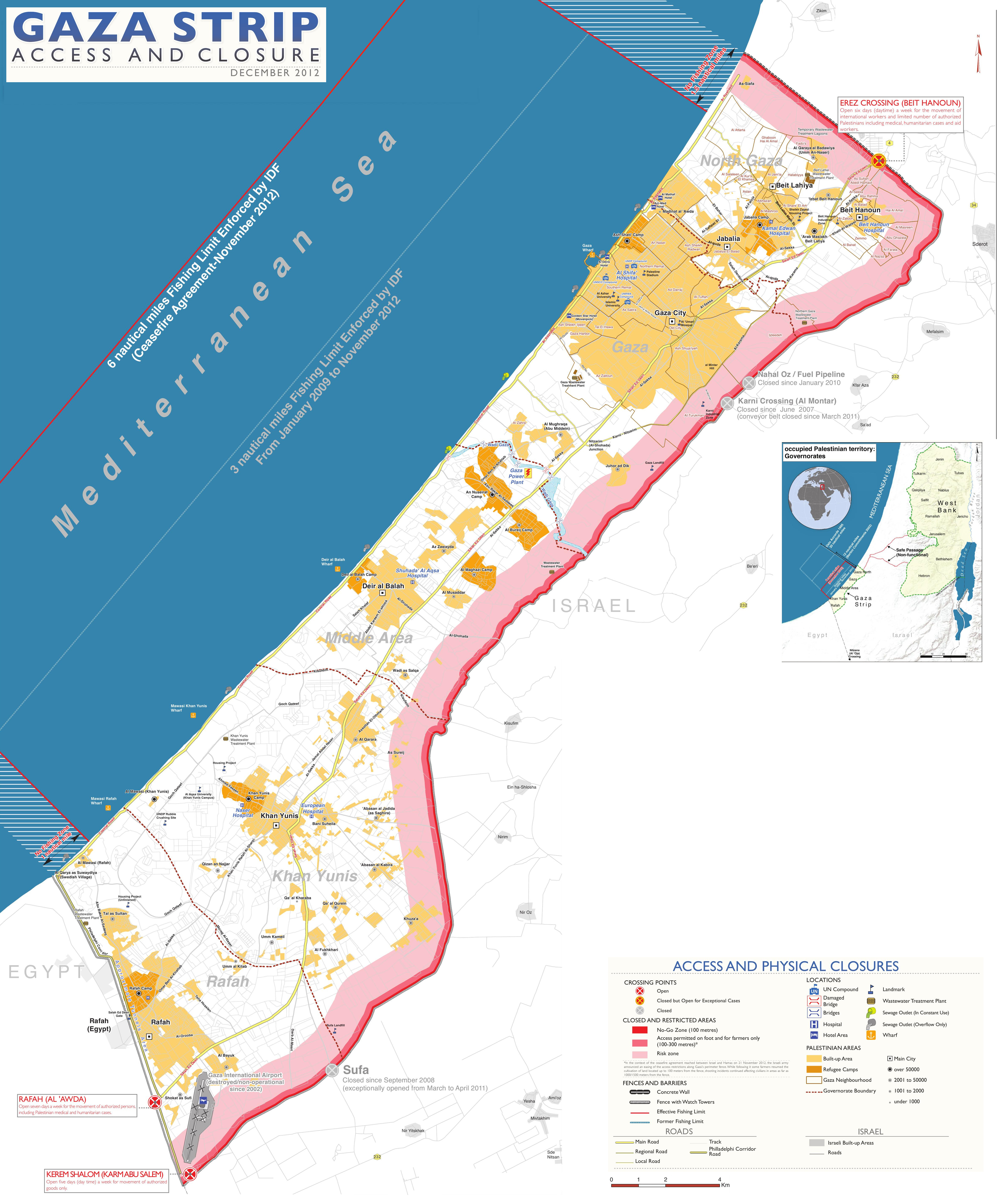
Striscia di Gaza: accesso e chiusura

#### Violazioni
Israele e Hamas si accusarono reciprocamente di avere violato l'accordo; le violazioni provocarono un morto e cinque feriti tra gli israeliani e otto morti e sessantasei feriti tra i palestinesi. Secondo l'Agenzia per la Sicurezza Israeliana (Shabak) ci fu una marcata diminuzione degli attacchi da Gaza nel 2013. Ciò nonostante, 63 missili (cinque al mese) vennero lanciati durante 36 attacchi oltre a vari attacchi di mortaio, tutti proibiti dal cessate il fuoco. Il Centro Palestinese per i Diritti Umani (PCHR) denunciò attacchi mensili compiuti dai palestinesi con droni, missili, piccole armi da fuoco e bombardamenti aerei. Sei uccisioni avvennero al confine dell'Area ad Accesso Limitato (ARAs, una zona non demarcate nel territorio di Gaza unilateralmente considerata da Israele ad accesso limitato), nonostante il divieto agli israeliani di attaccare queste aree. L'OCHA invece riportò 11 morti a Gaza e 81 feriti nel 2013.
Nel primo mese dopo l'Operazione Pilastro di Nuvola, secondo il giornalista Ben White, due proiettili di mortaio colpirono il territorio israeliano, mentre quattro palestinesi di Gaza vennero uccisi e 91 feriti dall'IDF che sparò nel territorio di Gaza in 63 occasioni, facendo 13 incursioni nella Striscia e attaccando la flotta peschereccia 30 volte. Nonostante la diminuzione degli attacchi provenienti da Gaza, il numero di attacchi israeliani su Gaza è aumentato costantemente durante la seconda metà del 2013.
Dal dicembre 2012 al luglio 2014 non ha lanciato missili verso Israele, e cercò di controllare che anche altri gruppi lo imitassero. Questi sforzi furono un grande successo; Netanyahu ha dichiarato nel marzo 2014 che il lancio di missili era «il più basso da un decennio».
A ogni modo, nonostante il cessate il fuoco più o meno reggesse, il blocco della Striscia continuò in diretta violazione dell'accordo. «Gli attraversamenti venivano ripetutamente chiusi e le zone cuscinetto ridotte. Le importazioni rifiutate, le esportazioni bloccate e a sempre meno palestinesi di Gaza veniva dato il permesso di uscire verso Israele e la Cisgiordania».
Israele bloccò materiale per costruzione diretto verso Gaza dopo avere dichiarato il rinvenimento di tunnel che portavano in Israele, alcuni a 300 metri da un kibbutz. L'IDF ha dichiarato che era il terzo tunnel scoperto quell'anno e che i primi due erano riempiti di esplosivo.
Secondo il Ministro degli Esteri israeliano ci sono stati 85 attacchi missilistici nei primi cinque mesi del 2014. La maggior parte degli 85 missili sono stati lanciati in marzo, dopo l'uccisione da parte dell'IDF di tre membri della Jihad Islamica.
I membri del PIJ giustificarono il lancio di missili come una risposta a un'incursione di carroarmati e bulldozer palestinesi nel territorio di Gaza a est dell'area di Kahn Yunis..
L'IDF rispose che stava facendo normali pattugliamenti militari vicino al confine quando vennero attaccati, e di conseguenza risposero con un bombardamento aereo.
Dall'ultimo rapporto pubblicato dall'associazione internazionale dei diritti umani Amnesty International (26/03/2015) risale il fatto che le milizie palestinesi, e in particolare Hamas siano colpevoli di vari crimini di guerra in confronto dei cittadini palestinesi e israeliani.
Secondo il rapporto, le cause sono da mettere in relazione al lancio di razzi, i quali essendo imprecisi di natura hanno causato danni e morte alla popolazione civile israeliana e palestinese, trasformandoli a volte all'obbiettivo diretto di tali attacchi e all'uso di edifici e istituzioni pubbliche per scopi bellici da parte delle forze armati palestinesi, per esempio l'uso delle scuole delle nazioni unite per immagazzinare missili e altre munizioni. Da tali indagini risale la probabilità che le forze armate palestinesi siano responsabili di un numero maggiore di vittime civili rispetto alla stima iniziale durante tale scontro.

### La seconda riconciliazione tra Fatah e Hamas
Il 23 aprile 2014 Hamas ha accettato un accordo di riconciliazione con Fatah, dopo sette anni di divisioni. Il governo palestinese entrò in carica il 2 giugno 2014. e Israele annunciò che non avrebbe negoziato alcun accordo di pace con il nuovo governo e avrebbe spinto per attuare misure punitive.
Il giorno prima della riconciliazione Netanyahu ha dichiarato che essa avrebbe «rafforzato il terrorismo» e che «la comunità internazionale non avrebbe dovuto accettarla». Unione Europea, Nazioni Unite, Stati Uniti, Cina, India, Russia e Turchia concordarono di lavorare con il governo di unità nazionale palestinese. Alcuni prevedevano che l'accordo avrebbe avuto un impatto significativo sulle conferenze di pace tra l'Autorità Nazionale Palestinese e Israele, e poco dopo l'annuncio dell'accordo Israele ha lanciato un attacco aereo a nord della Striscia di Gaza che ha ferito quattro persone, secondo gli ufficiali medici. Netaniahu aveva avvertito prima dell'accordo che esso sarebbe stato incompatibile con la pace israelo–palestinese e che Abbas doveva scegliere tra la pace con Hamas e la pace con Israele. Quando venne firmata la riconciliazione, aprendo le porte alla nomina del nuovo governo, Netanyahu presiedette un consiglio di sicurezza che lo autorizzò a imporre non specificate sanzioni contro l'Autorità Palestinese. Il 4 giugno, il giorno prima del Giorno della Naska, il Ministro delle Abitazioni e delle Costruzioni israeliano presentò delle offerte per 1 500 unità di insediamento in Cisgiordania e Gerusalemme Est con una mossa che il ministro Uri Ariel definì come «un'appropriata risposta sionista al governo del terrore palestinese». Secondo Marwan Bishara, analista politico di Al Jazeera, Israele sperava con questa operazione di fermare il governo di unità nazionale.

### Eventi immediati
Il 12 giugno 2014 tre adolescenti israeliani, Naftali Fraenkel, Gilad Shaer ed Eyal Yifrah, vennero rapiti in Cisgiordania. Dapprima Israele diede la colpa ad Hamas, mentre l'IDF dichiarava che due uomini sospettati del rapimento erano noti come membri di Hamas. Israele, tuttavia, non offrì alcuna prova del coinvolgimento di Hamas e membri delle alte sfere di Hamas inizialmente avevano negato la responsabilità dell'incidente. L'Autorità Palestinese in Cisgiordania attribuì la responsabilità del rapimento al clan Qawasameh, noto per le sue azioni contro le politiche di Hamas e la riconciliazione con Israele. Il capo politico di Hamas, Kahled Mashal, sostenne di non potere confermare né negare il rapimento dei tre israeliani, ma espresse le sue congratulazioni con i rapitori. Il rapimento fu condannato dalle organizzazioni per i diritti umani.
Nei giorni successivi Israele lanciò l'Operazione Tornate Fratelli, con lo scopo di colpire le infrastrutture terroristiche di Hamas e dei suoi uomini in Cisgiordania, nonché verosimilmente mirate ad assicurare la liberazione dei ragazzi rapiti. Dieci palestinesi vennero uccisi in numerose azioni e fra i 350 e i 600 palestinesi, compresi quasi tutti i leader di Hamas in Cisgiordania, furono arrestati. Tra gli arrestati figuravano molte persone che erano state recentemente liberate in occasione dello scambio di prigionieri per liberare il soldato israeliano Gilad Shalit. Il portavoce dell'esercito israeliano, il tenente colonnello Peter Lerner, difese gli arresti, affermando che i membri di Hamas avevano tentato già sessanta volte di rapire israeliani in Cisgiordania «nell'ultimo anno e mezzo» e che «Hamas non aveva bisogno di dare un ordine diretto». Amnesty International dichiarò che certi aspetti dell'operazione equivalevano a punizioni collettive e B'tselem disse in un comunicato stampa che le azioni erano causa di «un'inappropriata minaccia ai diritti fondamentali dei palestinesi».
Il 30 giugno una squadra di ricerca trovò i corpi dei tre ragazzi uccisi vicino a Hebron. Le autorità israeliane apparentemente sapevano quasi dall'inizio che i tre ragazzi erano stati uccisi quasi subito dopo il rapimento; un giornalista della BBC, Jon Donnison, sostenne che il portavoce della polizia Micky Rosenfeld gli avesse detto che i rapitori appartenevano a un nucleo distaccato operante con Hamas, ma non sottostante al suo comando. Successivamente, Rosenfeld negò di avere reso queste dichiarazioni alla BBC, affermando invece che «I terroristi di Hamas dell'area di Hebron sono dietro al rapimento e all'uccisione dei bambini». Inoltre Al-Monitor riportò che i rapitori erano appartenuti in precedenza a una cellula di Hamas, che successivamente se ne era distaccata. Dopo la sepoltura dei tre adolescenti, scoppiarono forti proteste antiarabe, che portarono all'uccisione di un ragazzo palestinese, Mohammed Abu Khdeir. La sua uccisione diede il via ad alcune proteste da parte araba e la polizia israeliana identificò tre sospettati che vennero accusati dell'omicidio.
Nello stesso periodo, dal primo maggio all'11 giugno, sei razzi e tre colpi di mortaio vennero indirizzati da Gaza verso Israele. Il 29 giugno un bombardamento aereo eliminò una squadra di guerriglieri di Hamas addetti al lancio dei razzi. Secondo J.J. Goldberg ciò spinse Hamas a rispondere, il giorno seguente, con altri 18 missili; lo stesso dichiarò che era la prima volta che Hamas lanciava missili dall'inizio del conflitto nel 2012. Nella notte tra il 30 giugno e il primo luglio, i bombardamenti israeliani colpirono 34 obiettivi a Gaza, in occasione di quella che gli ufficiali definirono una risposta al lancio di missili della domenica precedente. Dal 12 giugno al 5 luglio, da Gaza vennero sparati 117 missili e vi furono circa 80 incursioni aeree israeliane sulla Striscia.
In seguito all'aumento dei lanci missilistici dalla Striscia di Gaza lo Stato di Israele avvertì che sarebbe stato «in grado di tollerare il lancio dei missili dei guerriglieri per altre 24 ore, o al massimo 48, prima di intraprendere una grossa offensiva militare». Hamas rispose che sarebbero stati disposti a fermare il lancio di missili, in cambio di un accordo con Israele per fermare gli attacchi aerei. Il Primo Ministro israeliano disse che Israele avrebbe agito contro ulteriori attacchi missilistici. Fra il 4 e il 6 luglio un totale di 62 razzi furono sparati da Gaza e l'aeronautica israeliana attaccò diversi obiettivi situati nella Striscia. Nella notte del 6 luglio un'incursione israeliana a Kahn Yunis uccise sette uomini di Hamas. Il giorno seguente Hamas si assunse formalmente la responsabilità per i lanci di missili verso Israele, aumentando il numero di attacchi e arrivando a lanciare 100 missili nella giornata del 7 luglio; allo stesso tempo l'aviazione israeliana continuò i bombardamenti. Nelle prime ore dell'8 luglio l'aeronautica bombardò 50 obiettivi nella Striscia di Gaza. L'esercito israeliano bloccò un'infiltrazione di guerriglieri dal mare. Il generale brigadiere Moti Almoz, il portavoce dell'esercito israeliano, disse: «Abbiamo ricevuto istruzioni dai ranghi politici di colpire duro Hamas». Hamas chiese la fine degli attacchi israeliani e la liberazione dei palestinesi riarrestati durante il giro di vite in Cisgiordania; chiese inoltre di alleggerire il blocco su Gaza e ritornare alle condizioni del cessate il fuoco del 2012.
Il 7 luglio l'IDF richiamò in servizio 1500 riservisti, disponendoli lungo il confine sud di Israele con la Striscia di Gaza e ordinando loro di iniziare attività di addestramento in vista dell'intervento militare; ulteriori riservisti furono richiamati il giorno seguente con l'obiettivo di arrivare a impiegarne più di 40 000, se necessario. A causa dei razzi lanciati dalla Striscia di Gaza in territorio israeliano, il governo di Israele ordinò la chiusura di tutti i campi estivi entro un raggio di 40 chilometri da Gaza e cancellò gli esami finali nelle università meridionali, cosicché 37 000 studenti di Gaza non poterono sostenere l'esame finale di scuola media. Furono inoltre vietati i raduni di 300 o più persone e fu richiesto alla popolazione di rimanere nelle proprie case o vicino ai rifugi antimissili.

## Cronologia
L'8 luglio inizia l'operazione Margine di protezione con lo scopo di eliminare Hamas. L'offensiva ha causato più di 1880 morti tra i palestinesi, in maggior parte civili secondo la stima del ministero della salute palestinese. Le Forze di Difesa Israeliane avvertirono i civili degli attacchi imminenti per mezzo di telefonate, messaggi testuali, volantini e bombe non letali utilizzate come segnale acustico; viceversa, hanno accusato Hamas di avere usato edifici e abitazioni civili per scopi militari e di avere ordinato ai palestinesi sulla linea di fuoco di non spostarsi, lasciando che fossero colpiti. Dalla parte avversa, soltanto due civili israeliani e uno filippino hanno perso la vita, grazie alle sirene d'allarme attivate nelle città e soprattutto al sistema anti-razzi Iron Dome.
Il 14 luglio l'Egitto propone una tregua basata su tre punti, secondo i quali «Israele dovrebbe porre fine a tutte le ostilità contro la Striscia di Gaza via terra, mare e aria, e impegnarsi ad astenersi dal condurre incursioni di terra contro Gaza e a colpire civili», «tutte le fazioni palestinesi a Gaza dovrebbero cessare le ostilità condotte contro Israele dalla Striscia di Gaza per terra, mare, aria e sottoterra, e impegnarsi ad astenersi dal lanciare tutti i tipi di razzi e da attaccare le frontiere o colpire i civili» e «i valichi devono essere aperti e il passaggio delle persone e dei beni attraverso le frontiere deve essere facilitato una volta che la sicurezza sul campo si sia stabilizzata». Israele esprime il proprio assenso alla proposta egiziana, chiedendo però, come ulteriore condizione, la distruzione concordata degli armamenti di Hamas e dei suoi tunnel sotterranei.
Hamas, invece, chiede come condizioni per la tregua che il valico di Rafah sia riaperto sotto la supervisione dell'ONU, rifiuta di distruggere le proprie armi e reclama la liberazione immediata dei palestinesi arrestati in Cisgiordania durante le operazioni di ricerca dei responsabili dell'omicidio dei tre ragazzi israeliani. La stampa araba ha pubblicato una presunta proposta di tregua di Hamas in 10 punti, non confermata ufficialmente dall'organizzazione. Secondo tale documento, Hamas chiederebbe anche l'allontanamento dal confine dei mezzi corazzati israeliani, la riconsegna ai contadini palestinesi della cosiddetta zona cuscinetto ai confini con Israele e interdetta ai palestinesi, la riapertura dei valichi di frontiera alle persone e alle merci, la riapertura del porto e dell'aeroporto sotto la supervisione ONU, la definizione a sei miglia nautiche del limite delle acque territoriali e l'apertura delle stesse alla pesca, la ricostruzione della zona industriale, permessi d'ingresso in territorio israeliano per gli abitanti di Gaza, l'impegno israeliano a non interferire negli affari interni palestinesi e l'estensione della tregua a diceci anni.
Il 16 luglio l'UNRWA trova venti razzi in una sua scuola non occupata a Gaza.
Il 17 luglio, dopo una tregua di cinque ore seguita all'uccisione di quattro bambini che giocavano nei pressi del porto, tregua che consente l'evacuazione dei feriti più gravi e l'ingresso di aiuti umanitari, Israele annuncia una nuova offensiva via terra per colpire i tunnel di Hamas in cui avvengono il passaggio e lo stoccaggio di armi.
Venerdì 18 luglio: in serata inizia l'offensiva di terra. Le vittime palestinesi superano le 400; circa la metà di esse sono donne, anziani e bambini. Mentre il giorno precedente era morto il primo civile israeliano, muore anche un soldato della IDF in circostanze poco chiare (inizialmente si parla di fuoco amico). Hamas afferma di non temere l'attacco di terra e anzi afferma che Gaza “sarà la tomba per l'invasore”. Continua la polemica sui presunti scudi umani e sull'uso spropositato della forza da parte degli israeliani.
Sabato 19 luglio: mentre aumentano le perdite, con decine di morti tra i civili, l'operazione di terra viene estesa. Le truppe israeliane si avvicinano al centro della città, ingaggiando i primi combattimenti su larga scala con le brigate al-Quassam. I morti saranno numerosi, tra cui numerosi guerriglieri e un soldato della IDF. Un commando palestinese penetra in territorio israeliano attraverso una galleria e tende un'imboscata a una pattuglia israeliana; gli israeliani avranno due morti e quattro feriti, i palestinesi un morto. Secondo l'aviazione israeliana il commando palestinese viene poi spazzato via da un raid aereo mentre si ritira nel tunnel da cui è venuto.
Domenica 20 luglio: infuriano i combattimenti a Shajaiye, una delle zone più popolose della città. Sessantasette civili palestinesi vengono uccisi nel quartiere, insieme ad altre decine sparsi in tutta la città. La IDF si scontra con la “linea Marginot” di Hamas, composta da case trasformate in bunker e collegate da tunnel. I palestinesi sparano con numerosi lanciagranate e altre armi leggere contro le colonne israeliane che avanzano. Nei combattimenti perdono la vita anche 13 soldati israeliani, tutti della brigata Golani, schierata nel settore del quartiere. Lo stesso comandante della brigata, Raslan Alan, viene ferito insieme a più di 40 dei suoi uomini. I combattimenti durano tre ore. Secondo fonti palestinesi, diversi blindati leggeri israeliani sarebbero stati messi fuori uso, mentre l'avanzata nemica sarebbe stata bloccata. È il giorno più sanguinoso per la IDF. Circolano le prime foto di ambulanze distrutte dall'aviazione israeliana. I portavoce delle forze armate israeliane tacciono. I sostenitori dell'azione israeliana parlano di misure preventive dopo passate esperienze in cui Hamas avrebbe trasportato razzi su autoambulanze (era successo con tutta probabilità nel 2008).
Due commando palestinesi vengono intercettati e distrutti mentre si trovano ancora nei tunnel. Muoiono dieci combattenti. Secondo la IDF si stavano muovendo verso il sud di Israele.
Lunedì 21 luglio: continuano bombardamenti e combattimenti. Altri cinquanta palestinesi vengono uccisi oltre a sette soldati israeliani, che esplodono insieme al proprio trasporto truppe. Nel combattimento Hamas dichiara di avere catturato un soldato israeliano. Le fonti della IDF smentiscono. Nei bombardamenti viene colpito un ospedale, dove muoiono quattro feriti. Un altro commando palestinese entra in territorio israeliano nella notte tra domenica e lunedì e ingaggia un combattimento con le forze israeliane. I dieci palestinesi vengono uccisi da colpi di artiglieria prima di provocare perdite.
Il 22 luglio per la seconda volta l'UNRWA scopre razzi in una sua scuola non occupata a Gaza, ma a fianco di altre due che ospitano 1 500 rifugiati, e condanna ancora una volta con forza l'accaduto; alla luce dell'elevato numero di vittime (605 morti palestinesi e 30 israeliani tra civili e militari), il Segretario generale delle Nazioni Unite Ban Ki-moon esorta entrambe le parti a instaurare un dialogo, ma il premier israeliano Benjamin Netanyahu difende la legittimità dell'operazione e ne ribadisce la natura difensiva. Lo stesso giorno un aereo da combattimento israeliano bombarda l'ultimo piano di una torre residenziale nel centro di Gaza, dove si trovavano la sede di Al-Jazeera e gli uffici dell'agenzia di notizie statunitense Associated Press.
Il Consiglio per i diritti umani delle Nazioni Unite avvia un'inchiesta sull'offensiva di terra israeliana, accogliendo la richiesta palestinese affinché tali azioni vengano valutate da un organismo internazionale. I 46 membri del Consiglio appoggiano la bozza di risoluzione palestinese con 29 voti a favore: agli Stati arabi e musulmani si affiancano Cina, Russia e nazioni africane e sudamericane. Gli Stati Uniti sono gli unici a votare contro, mentre i Paesi europei si astengono.
Mercoledì 23 luglio: mentre la diplomazia inizia a ventilare piani concreti per una pacificazione, dopo una breve tregua umanitaria riprendono i combattimenti. Altri tre soldati israeliani vengono uccisi in serata, insieme al terzo civile israeliano. Non si hanno notizie del soldato disperso, e si fa sempre più concreta l'ipotesi della cattura da parte di Hamas. L'acqua inizia a scarseggiare in tutta la città, mentre nelle zone ancora connesse l'energia elettrica arriva a intermittenza per meno di due ore al giorno. Una scuola delle Nazioni Unite viene colpita da alcuni proiettili di fucile provenienti dal fronte israeliano.
Il 24 luglio una scuola messa a disposizione dall'UNRWA per accogliere sfollati palestinesi a Beit Hanoun viene bombardata: diciassette i morti (tra cui sette bambini) e circa 200 feriti. Alcuni testimoni raccontano che l'attacco è stato opera dell'esercito israeliano, mentre quest'ultimo ha spiegato l'accaduto come causato da razzi sparati da Hamas e andati fuori bersaglio. Non è chiaro il motivo dell'attacco. Nella scuola avevano cercato riparo centinaia di rifugiati. In serata si saprà che i morti sono diciassette, tutti civili, mentre i feriti si contano a centinaia. Il portavoce dell'associazione ONU per i rifugiati, Robert Turner, riferirà di avere cercato di stabilire una tregua con l'IDF per sgomberare la scuola. La risposta era stata negativa. Poi era iniziato il bombardamento. Secondo i responsabili dell'IDF il negoziato aveva avuto successo, ma ai palestinesi era stata concessa solo la mattinata per fuggire. Nessuna notizia era comunque arrivata ai rifugiati, e l'affermazione dell'esercito israeliano secondo cui Hamas aveva impedito ai civili di fuggire non trova riscontro in nessuna intervista ai testimoni. Il portavoce ONU risponderà negativamente: Hamas non ha mai ostacolato alcun evacuazione. Lo stesso giorno un funzionario delle Nazioni Unite viene ucciso in un raid aereo israeliano.
Israele si dice preoccupata per alcuni missili sequestrati dall'ONU e poi scomparsi.
In seguito all'attacco di Beit Hanun il Brasile ritira il proprio ambasciatore da Israele.
Nella notte scoppiano tumulti in Cisgiordania, in particolare a Ramallah, dove una manifestazione sfocia in un'azione di guerriglia contro le truppe di occupazione israeliane.
Venerdì 25 luglio: si fa strada l'ipotesi di una tregua per una settimana per negoziare una pace tra Israele e Palestina con l'assenso dell'ANP e la mediazione di Egitto, USA e UE. Ma i bombardamenti e i combattimenti continuano, e il numero delle vittime palestinesi supera quota ottocento. Secondo la IDF occorrerebbero almeno altri sette giorni per completare l'opera di distruzione dei bunker di Hamas. Le forze armate israeliane subiscono altri tre morti in giornata: i combattimenti più intensi si hanno nell'estremo nord della striscia, a Beith Lahia; Beith Hanoun sarebbe dunque definitivamente caduta in mani israeliane.
Mentre riprendono i voli internazionali su Tel Aviv (il danno economico non è indifferente per Israele) un drone israeliano viene abbattuto dalla Giordania. Avrebbe infatti violato lo spazio aereo giordano.
Il 26 luglio scatta una tregua di 12 ore, rispettata inizialmente da entrambe le parti. Al suo termine un razzo viene lanciato contro Israele. Un bombardamento ha messo fuori uso l'unica centrale elettrica di Gaza, che produceva due terzi dell'energia usata e da cui dipendeva anche la fornitura idrica: la ricostruzione della suddetta centrale richiederà oltre un anno.
Il 29 luglio per la terza volta l'UNRWA scopre razzi nascosti da Hamas in una sua scuola al centro di Gaza, stigmatizzando anche in questa occasione l'accaduto e la violazione della neutralità dell'edificio.
Il 1º agosto scatta una tregua accettata da entrambe le parti e destinata a durare 72 ore. Tuttavia, dopo pochissime ore, riprendono i lanci di razzi dalla Striscia. Israele accusa Hamas di avere violato per primo il cessate il fuoco e annuncia il possibile rapimento di un proprio militare; subito lancia un raid in cui perdono la vita quattro palestinesi nel sud della Striscia..
Domenica 3 agosto: un raid israeliano colpisce una scuola dell'ONU. È la terza in dieci giorni. L'ONU condanna pesantemente l'attacco. Il segretario delle Nazioni Unite Ban Ki-moon afferma “L'esercito israeliano è stato ripetutamente informato della posizione in cui si trovano le nostre strutture. Quello di oggi è stato un atto criminale che deve essere rapidamente indagato” e precisa che la scuola non ospitava miliziani. Dalla scuola non sarebbero partiti razzi, ma un secondo la IDF, un drone avrebbe attaccato due presunti miliziani palestinesi colpendo come effetto collaterale la scuola dell'ONU. Anche gli Stati Uniti, per bocca di Kerry, si dicono "costernati" e "preoccupati" per la vicenda.
Mentre l'esercito israeliano si ritira da Gaza e la IDF afferma che il soldato disperso sarebbe morto, i morti palestinesi in giornata superano i 70.
L'esercito israeliano cessa i combattimenti su tutta la linea del fronte e inizia il proprio ripiegamento, senza essere ostacolato dalle milizie di Hamas.
Martedì 5 agosto: gli ultimi reparti israeliani lasciano la striscia. La guerra da ora proseguirà "a distanza", con il lancio di razzi da una parte e le incursioni aeree dall'altra. Hamas concorda con Israele una tregua di 72 ore.
I portavoce dell'esercito israeliano affermano di avere distrutto tutti i trentadue tunnel costruiti da Hamas per attaccare Israele.
Le forze di polizia israeliane arrestano il mandante del rapimento e dell'uccisione dei tre giovani ebrei uccisi entro il 30 giugno. Avrebbe ricevuto soldi da Hamas, ma non è chiaro fino a che punto abbia ricevuto e obbedito a ordini provenienti dall'alto.
Sayeeda Warsi, sottosegretario agli esteri del governo britannico, si dimette a causa del disaccordo con la posizione tenuta dall'esecutivo Cameron a proposito della crisi di Gaza.
Un centinaio di camion entrano nella Striscia portando il primo consistente carico di aiuti umanitari dall'inizio del conflitto. Oltre a materiale medico, vengono trasferite nella striscia quattro ambulanze.
Martedì 26 agosto: il capo negoziatore di Hamas al Cairo Moussa Abu Marzouk e il presidente dell'ANP Abu Mazen annunciano la firma della tregua duratura con Israele e la fine del conflitto.
In data 16 settembre per le 20:02 un missile (o colpo di mortaio) ha raggiunto un villaggio a ridosso del Confine israelo-Palestinese, senza provocare vittime ma la popolazione ha richiesto una reazione forte da parte dell'esercito documentata anche dal ministro della difesa Moshe Yaalon.

## Impatto

### Sugli abitanti di Gaza

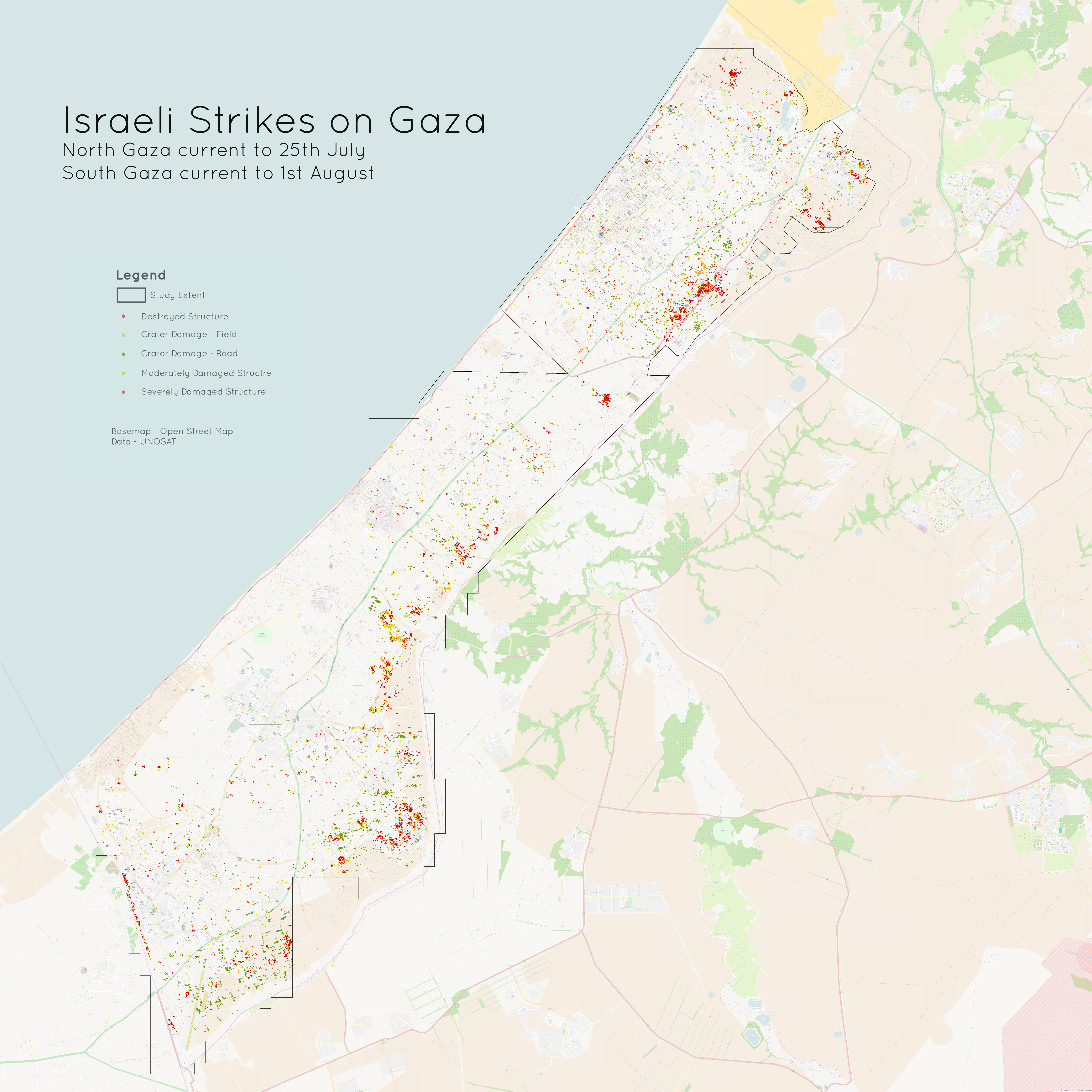
La mappa dei danni a Gaza

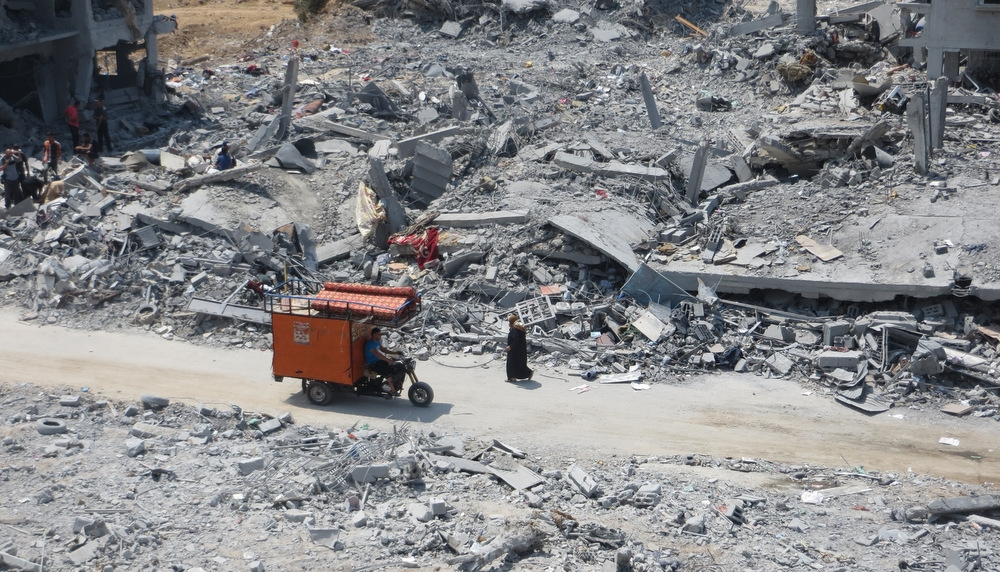
Rovine di edifici a Beit Hanoun, agosto 2014

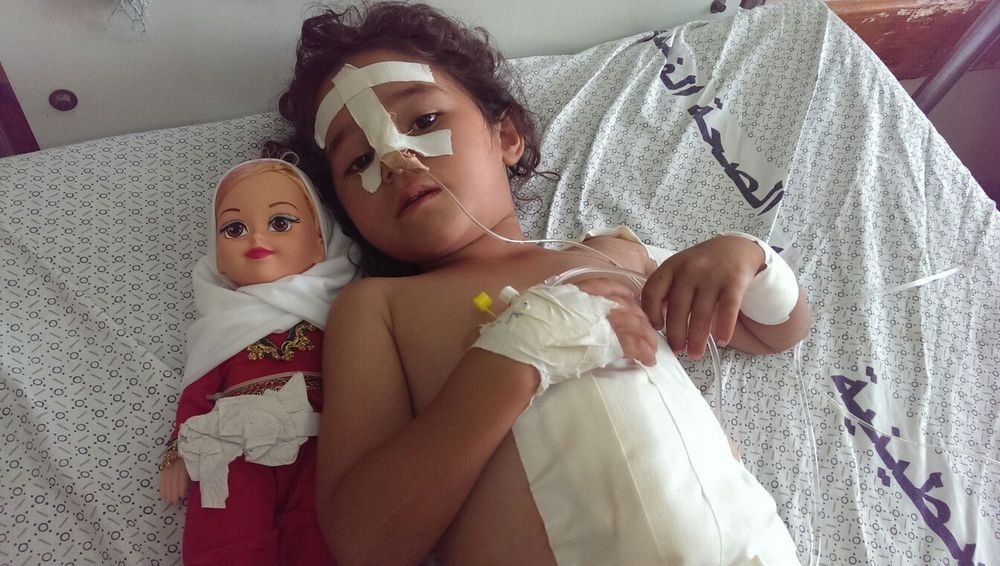
Una bambina di quattro anni, Shaymaa al-Masri, ferita il 9 luglio 2014.

Alla data del 20 luglio 2014 gli ospedali di Gaza equipaggiati si trovarono in gravi carenze di vari tipi di medicine, forniture mediche e carburante per i generatori. L'Egitto riaprì temporaneamente il valico di Rafah per permettere la fornitura di materiale medico e ai feriti palestinesi di ricevere cure in Egitto. Inoltre, a causa dell'Operazione, i prezzi del cibo, compresi quelli del pesce e dei prodotti agricoli, aumentarono sensibilmente. Una notizia del 21 luglio riportò che 83 000 palestinesi avevano trovato rifugio nelle strutture delle Nazioni Unite. Fatah accusò ufficialmente Hamas di avere gestito male gli aiuti umanitari destinati ai civili, composti da vestiti, materassi, medicine, acqua e cibo, dividendoli tra i propri membri oppure vendendoli al mercato nero.
Secondo l'Ufficio delle Nazioni Unite per gli affari umanitari (OCHA) per il 31 luglio più di 273 000 palestinesi nella Striscia di Gaza vennero dislocati, dei quali 236 375 (più dell'11% dell'intera popolazione) avevano trovato protezione in 88 scuole dell'UNRWA. Quest'ultima esaurì la sua capacità di dare rifugio alle persone, e il sovraffollamento aumentò il rischio di epidemie. 1.8 milioni di persone vennero toccate da una riduzione o privazione delle forniture d'acqua, 138 scuole e 26 strutture sanitarie vennero danneggiate, 872 case totalmente distrutte o gravemente danneggiate, e le case di 5 005 famiglie danneggiate, ma comunque abitabili. In tutta la Striscia di Gaza le forniture elettriche vennero ridotte a due ore al giorno. La distruzione dell'unica centrale elettrica di Gaza ebbe un effetto immediato sulla situazione sanitaria e la riduzione di acqua e servizi sanitari, con gli ospedali sempre più dipendenti dai generatori elettrici.
Il 2 settembre l'UNRWA riportò che 58 217 persone avevano trovato rifugio in trentuno dei loro edifici scolastici, un quinto degli edifici totali.
l'OCHA ha stimato che almeno 373 000 bambini richiedevano un aiuto psicosociale. «L'intenso sovraffollamento, unito al limitato accesso del personale umanitario in alcune aree, sta minando sempre più le condizioni di vita in molti rifugi e aumentando le preoccupazioni per la protezione. La fornitura di acqua è stata particolarmente ardua». Più di 485 000 rifugiati avevano bisogno di cibo di emergenza.
Il 20–25% delle case di Gaza City vennero danneggiate. Beit Hanoun, con il 70% di abitazioni danneggiate, è considerata inabitabile, e 30 000 abitanti necessitano di una sistemazione. L'unica centrale elettrica è stata messa fuori uso il 29 luglio e le linee elettriche e le infrastrutture fognarie gravemente danneggiate. Tra le infrastrutture danneggiate dai bombardamenti israeliani ci sono 220 fabbriche in varie zone industriali, tra cui una importante impresa di carpenteria, imprese di costruzioni, un'importante azienda produttrice di biscotti, caseifici e allevamenti di bestiame, un produttore di caramelle, l'aranceto di Beit Hanoun, la moschea più grande di Gaza e molte stazione televisive. Le fattorie, come conseguenza dei danni e la presenza di ordigni inesplosi lanciati durante il conflitto sono spesso inaccessibili, e il danno all'agricoltura è stimato in 200 milioni di dollari. Dieci ospedali su ventisei hanno chiuso.

### Sugli abitanti di Israele

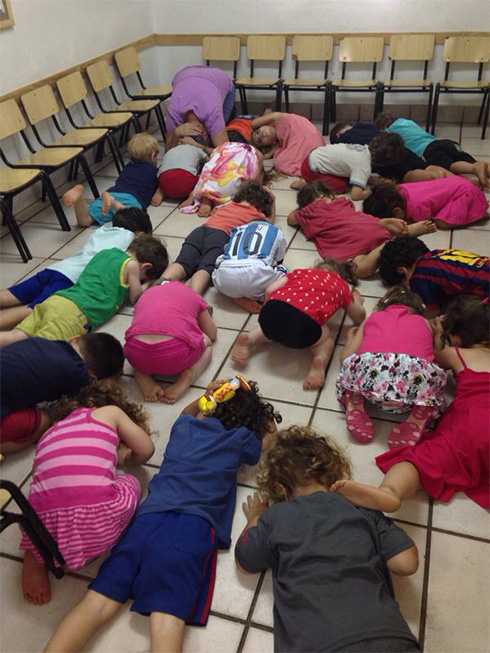
Un asilo nell'Israele centrale durante un attacco missilistico

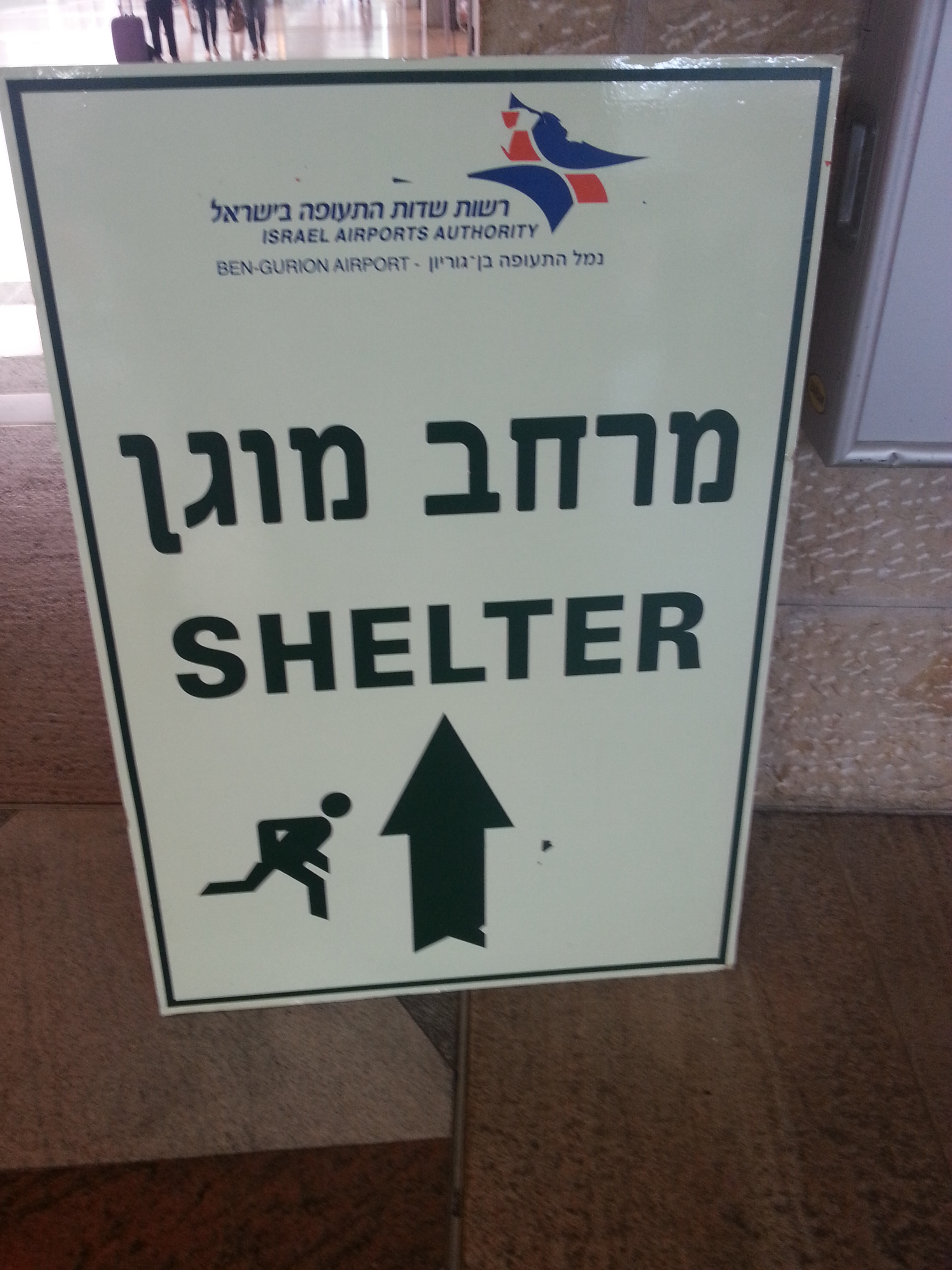
Uno dei cartelli che indicano la presenza di un rifugio all'interno dell'aeroporto Ben Gurion

Hamas e altri gruppi islamici a Gaza hanno lanciato missili e colpi di mortaio verso le città e i villaggi israeliani. Nonostante l'utilizzo del sistema missilistico di difesa Iron Dome, alcuni civili, tra cui un ebreo israeliano, un arabo israeliano e un lavoratore tailandese, hanno perso la vita. Un'adolescente israeliano è stato gravemente ferito in un attacco missilistico sulla città di Ashkelon. I medici hanno notato che gli adolescenti israeliani portati ad avere problemi di salute mentale soffrono sempre di più sia durante i conflitti lunghi che durante quelli corti. Gli esperti hanno identificato un certo numero di sintomi che emergono durante i conflitti come ansia, depressione, disordine ossessivo–comulsivo, sensibilità interpersonale, fobia e paranoia. Ci sono alcuni dubbi sul fatto che dopo il conflitto queste patologie si risolvano.
Gli attacchi missilistici da Gaza hanno causato danni alle infrastrutture civili israeliane come fabbriche, distributori di benzina e case.
All'inizio dell'operazione il governo israeliano ha cancellato tutti i propri programmi nel raggio di quaranta chilometri da Gaza e ha chiesto alle persone di restare a casa o vicino ai rifugi. Tutti i campi estivi sono stati chiusi e le università hanno cancellato gli esami finali. In più sono stati vietati tutti i raduni di trecento o più persone. A causa della traiettoria dei missili da Gaza molti voli da e per l'aeroporto Ben Gurion sono stati ritardati o dirottati.
Circa tremila richieste di danni sono stati inviate al governo israeliano, che ha pagato venti milioni di dollari per danni diretti e ventuno milioni per danni indiretti, come i giorni di lavoro persi.
Le comunità beduine nel Negeb, molte delle quali non sono riconosciute da Israele, vivono in zone classificate come «aree aperte», perciò i 200 000 residenti non hanno avuto né protezione contro i missili né le sirene d'avvertimento.

### Morti e feriti

#### Palestinesi
I resoconti delle vittime del conflitto sono stati pubblicati da varie fonti. La maggior parte dei media ha fatto uso delle cifre fornite dal governo di Gaza o da organizzazioni non governative.
Attualmente i dati sulla proporzione tra civili e militari uccisi sono incompleti, ed errori, manipolazioni intenzionali e diverse metodologie di raccolta dati producono una notevole variazione delle cifre.
Per esempio il ministero degli interni di Hamas ha pubblicato su internet delle istruzioni rivolte agli attivisti secondo cui devono sempre riferirsi alle vittime come cittadini o civili innocenti.
L'UNICEF e il Ministero della salute di Gaza hanno riportato che dall'8 luglio al 2 agosto sono morti tra i 296 e i 315 bambini palestinesi a causa delle azioni israeliane, e il 30% delle vittime erano bambini; al 27 agosto il totale dei bambini uccisi era salito a 495–578, secondo l'Ufficio delle Nazioni Unite per gli affari umanitari (OCHA) e il Ministero della salute di Gaza. Nel marzo 2015 l'OCHA ha dichiarato che 2 220 palestinesi sono stati uccisi, dei quali 1 492 erano civili (551 bambini e 299 donne) e 605 miliziani, mentre non è stato possibile stabilire lo status di 123 persone.
Secondo l'Intelligence and Terrorism Information Center (ITIC) il 48.7% delle vittime identificate erano combattenti e in alcuni casi donne e bambini hanno partecipato alle operazioni militari.
Le organizzazioni in difesa dei diritti umani e l'ONU usano il numero di vittime fornito dal Ministero della salute di Gaza come preliminare al quale aggiungono o sottraggono dopo avere condotto le proprie indagini. Israele contesta il fatto che nel calcolo delle vittime del Ministero della salute di Gaza sono incluse le vittime provocate dal malfunzionamento dei missili o dei mortai di Hamas.
| Fonte                                            | Totale morti | Civili | Combattenti | Imprecisato | Percentuale civili                    | Ultimo aggiornamento | Note                                                                                |
| ------------------------------------------------ | ------------ | ------ | ----------- | ----------- | ------------------------------------- | -------------------- | ----------------------------------------------------------------------------------- |
| Ministero della salute di Gaza (GHM)             | 2 310        | ≈1 617 | ≈693        | —           | 70%                                   | 3 gennaio 2015       | Considera civile chiunque non sia rivendicato come combattente da un gruppo armato. |
| Comitato per i diritti umani della Nazioni Unite | 2 251        | 1 462  | 789         | —           | 65%                                   | 22 giugno 2015       | Dati del GHM incrociati con altre fonti                                             |
| Ministero degli esteri israeliano                | 2 125        | 761    | 936         | 428         | 36% del totale 45% degli identificati | 14 giugno 2015       | Usa i report della propria intelligence per determinare le morti dei combattenti.   |

Secondo una sintesi dell'OCHA del 2015 dei 2 220 palestinesi uccisi nel conflitto, 742 vittime provengono da 142 famiglie, le quali hanno subito la perdita di tre o più membri in singoli bombardamenti su edifici residenziali.
Seocondi i dati provenienti dal Palestinian International Middle East Media Center, il 79.7% dei palestinesi uccisi a Gaza erano uomini, per la maggioranza tra i 16 e i 35 anni (età da combattimento). Al contrario, un'analisi del New York Times evidenzia che gli uomini che molto probabilmente sono combattenti formano il 9% della popolazione, ma il 34% delle vittime, mentre donne e bambini sotto i 15 anni, che hanno meno probabilità di essere bersagli legittimi, formano il 71% della popolazione e il 33% delle vittime.
Israele ha fatto riferimento ai numeri relativamente bassi di morti tra donne, bambini e uomini con più di sessant'anni, e per esempio di combattenti di Hamas contati come civili (forse a causa della ampia definizione di “civile” usata dal Ministero della Salute di Gaza) per supportare il proprio punto di vista per cui il numero di morti tra i combattenti è del 40–50%.
l'IDF ha calcolato che il 5% delle forze armate di Gaza sono state uccise durante la guerra.
Jana Krause, della facoltà di polemologia del King's College London ha dichiarato che “una possibile spiegazione oltre al ruolo di combattenti” per la tendenza dei morti a essere giovani uomini “potrebbe essere che la famiglie aspettano che siano loro i primi a lasciare i rifugi, allo scopo di prendersi cura dei familiari feriti, raccogliere informazioni, occuparsi delle case abbandonate dalle famiglie e procurare cibo e acqua”.
L'ITIC ha riportato esempio in cui bambini e adolescenti hanno fatto da combattenti, e casi in cui l'età delle vittime riportata dal Ministero della Salute era presumibilmente falsificata, con bambini combattenti elencati come adulti e adulti come bambini.
Abbas ha dichiarato che “più di 120 giovani sono stati uccisi [da Hamas] per avere violato il coprifuoco e degli arresti domiciliari”, riferendosi al fatto che Hamas ha colpito attivisti di Fatah a Gaza durante il conflitto, e che Hamas ha giustiziato più di trenta sospetti collaborazionisti senza processo e che “più di 850 membri di Hamas e le loro famiglie” sono stati uccisi da Israele durante l'operazione. Durante gli scontri tra Israele e Gaza ci sono state proteste di solidarietà in Cisgiordania durante le quali alcuni palestinesi sono morti.

#### Israeliani
Durante il conflitto sono stati uccisi sessantasei soldati dell'IDF, cinque civili israeliani e un tailandese.
Un'altra persona è morta per cause naturali conseguenza del conflitto. Secondo Magen David Adom 837 civili sono stati curati perché sotto shock (581) o feriti (256): 36 da frammenti di proiettile, 33 da frammenti di vetro e degli edifici, diciotto in incidenti automobilistici successi quando sono suonate le sirene, 159 per essere caduti o traumatizzati mentre si dirigevano verso i rifugi e nove in rappresaglie a Gerusalemme e Maale Adumim. 469 soldati dell'IDF sono rimasti feriti.
Il primo civile israeliano è morto al valico di confine di Erez quando un rabbino Chabad, trasportando cibo e bevande verso il fronte, è stato colpito da un colpo di mortaio.
Il secondo civile era un beduino di 32 anni che è stato colpito da un missile nel Deserto del Negev. Un lavoratore immigrato tailandese è stato ucciso da un colpo di mortaio mentre lavorava in una serra nei dintorni di Ashkelon. Inoltre un'anziana ad Haifa è collassata e morta a causa di un infarto durante una sirena antiaerea. Il 22 agosto un bambino di quattro anni israeliano è stato ucciso da un colpo di mortaio sparato da Gaza. Una raffica di mortaio ha ucciso due civili israeliani nella regione di Eshkol un'ora prima che iniziasse il cessate il fuoco.

## Reazioni internazionali

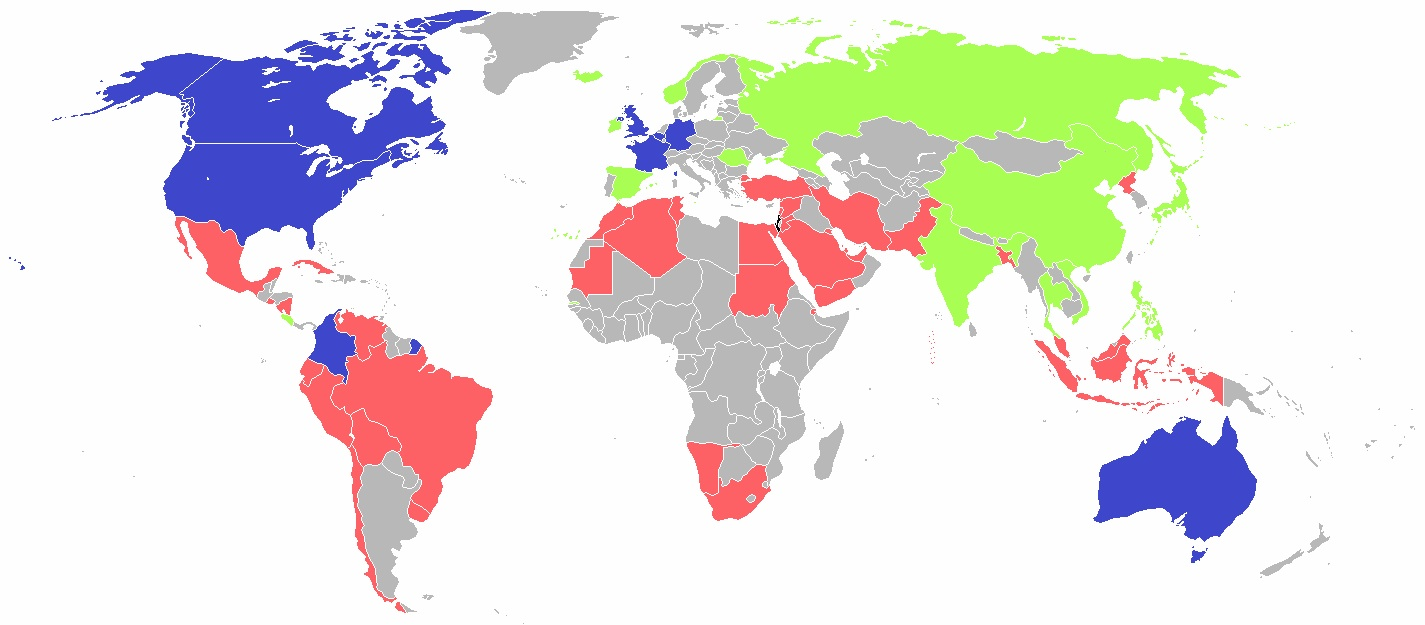
Israele e la Striscia di Gaza
Paesi che hanno manifestato favore al diritto di Israele all'autodifesa
Paesi che hanno condannato o espresso preoccupazione nei confronti di entrambe le parti
Paesi che hanno criticato o manifestato preoccupazione per le azioni di Israele.

Israele e la Striscia di Gaza
     Paesi che hanno manifestato favore al diritto di Israele all'autodifesa
     Paesi che hanno condannato o espresso preoccupazione nei confronti di entrambe le parti
     Paesi che hanno criticato o manifestato preoccupazione per le azioni di Israele.